# Opheliidae
Opheliidae (лат.) — семейство морских кольчатых червей из инфракласса Scolecida класса многощетинковых. Типовой род — Ophelia Savigny, 1822.

## Описание
Небольшие кольчатые черви. Некоторые из родов, такие как Armandia, Ophelina и Polyophthalmus, утратили свои кольцевые мышцы. Они играют важную роль в морских экосистемах как «поедатели отложений», которые способствуют переработке питательных веществ и смешиванию осадков в илистых и песчаных местообитаниях. Благодаря своим адаптациям, включающим обтекаемые тела и специализированные мышцы, они могут зарываться в различные морские среды.
Черви семейства Opheliidae обычно демонстрируют такие характеристики, как гладкое тело, вентральная (передняя) складка, несколько лоскутов по бокам и заостренная голова, помогающая им перемещаться по илу и песку. В целом они специализируются на рытье нор и потреблении частиц осадка.

## Систематика
На февраль 2025 года в семейство включают следующие 2 подсемейства и 8 родов:
- Opheliinae Malmgren, 1867
  - Ophelia Savigny, 1822
  - Thoracophelia Ehlers, 1897
- Ophelininae Hartmann-Schröder, 1971
  - Ammotrypanella McIntosh, 1878
  - Antiobactrum Chamberlin, 1919
  - Armandia Filippi, 1861
  - Ophelina Örsted, 1843
  - Polyophthalmus Quatrefages, 1850
  - Tachytrypane McIntosh in Jeffreys, 1876